# Chesterfield (Indiana)
Chesterfield è una città degli Stati Uniti d'America, situata nello Stato dell'Indiana e in particolare nella Contea di Madison.